# 1582
Het jaar 1582 is het 82e jaar in de 16e eeuw volgens de christelijke jaartelling.

## Gebeurtenissen
januari
- 19 - Na huwelijksonderhandelingen met koningin Elizabeth I van Engeland, komt Frans van Anjou met in zijn gevolg ook de graaf van Leicester, uit Engeland naar de Nederlanden en doet zijn intocht in Antwerpen.

februari
- 8 - De Staten-Generaal van de Unie van Atrecht verzoeken de koning van Spanje om opnieuw Spaanse troepen naar de Nederlanden te zenden. Ze voldoen daarmee aan een dringend verzoek van de landvoogd Farnese.
- 24 - Paus Gregorius XIII heeft met de bul Inter gravissimas een kalenderhervorming doorgevoerd, de juliaanse kalender wordt vervangen door de gregoriaanse kalender. Door het weglaten van 10 dagen wordt het begin van de lente teruggebracht tot 21 maart.

maart

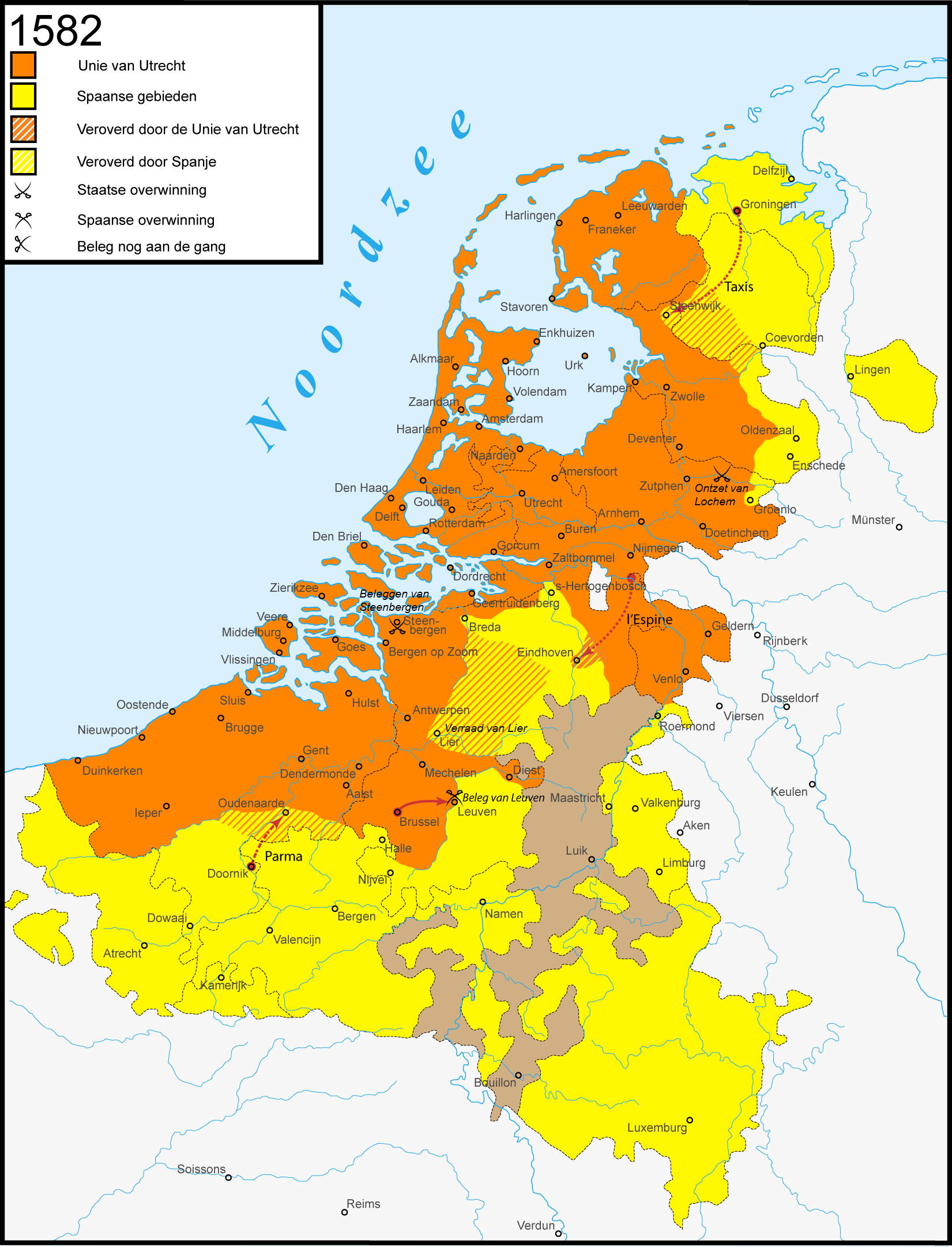
De Nederlandse Opstand in 1582.

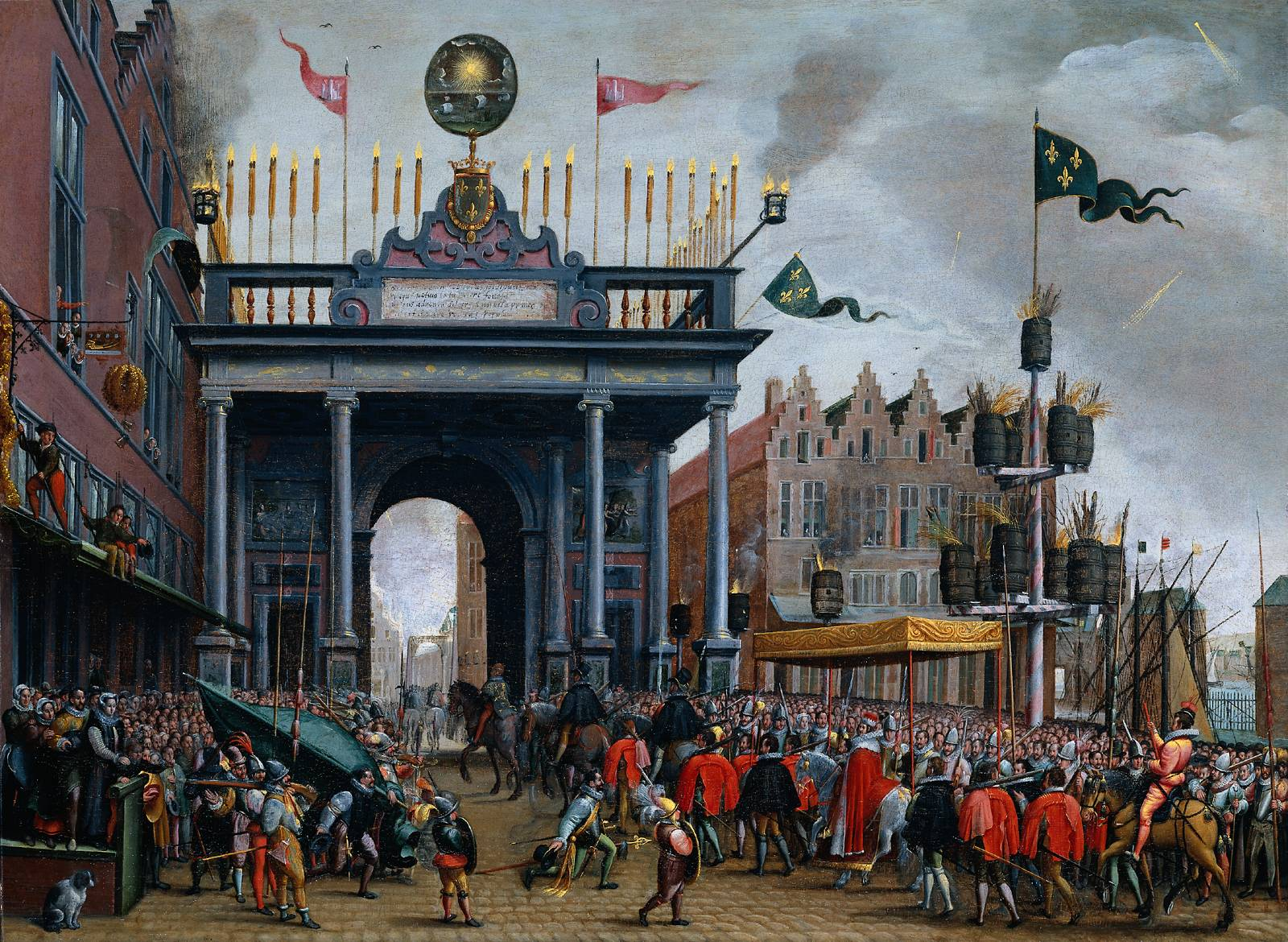
Blijde Inkomst van hertog Frans van Anjou in Antwerpen op 19 februari 1582.

- 18 - Eerste, mislukte, aanslag op Willem van Oranje door de twintigjarige Jean Jaureguy.

april
- 23 - Inname van Aalst door Olivier van den Tympel.

mei
- 5 - Charlotte van Bourbon, sinds 12 juli 1575 gehuwd met Willem van Oranje, overlijdt te Antwerpen op ongeveer 35-jarige leeftijd, door uitputting als gevolg van de zware verzorging van Oranje, die herstellende was van de aanslag.

juni
- 21 - De Japanse daimyo Oda Nobunaga komt om bij een tempelbrand die vermoedelijk door een van zijn vazallen is aangestoken. Volgens een andere lezing dwong die hem tot seppuku.

juli
- 5 - Na een beleg van bijna drie maanden capituleert Oudenaarde voor de troepen van Parma.
- 29 - De Hurlus komen in opstand tegen de geloofsvervolging in de Spaanse Nederlanden, met name in de omgeving van Moeskroen en Rijsel.

augustus
- 22 -  De jonge Schotse koning Jacobus VI overnacht op  Huntingtower Castle, aansluitend op een jachtpartij. De kasteelheer, William Ruthven, maakt van deze gelegenheid gebruik om de koning te gijzelen.
- 23 - Het Huis te Ubbergen wordt in brand gestoken door burgers uit de stad Nijmegen, om te verhinderen dat de Spanjaarden het kasteel kunnen gebruiken als uitvalsbasis.
- 27 - Lier gaat door verraad in Spaanse handen over.

september
- 24 - Bij het Ontzet van Lochem wordt de stad Lochem na een Spaans beleg van bijna twee maanden bevrijd. Meteen daarna wordt ook het Kasteel Keppel ingenomen.

oktober
- er zijn vanwege de invoering van de Gregoriaanse kalender tien dagen vervallen: op 4 oktober volgt 15 oktober.
- 26 - De Siberische Kozakken verslaan het Kanaat Sibir en nemen de hoofdstad in.

november
- 4 - Purmerend wordt losgemaakt uit de Hoge heerlijkheid van Purmerend, Purmerland en Ilpendam en als negentiende stad toegelaten tot de Staten van Holland.
- 17 - Inname van Steenwijk door Johan Baptiste van Taxis.

december
- 14 - Zeeland en Brabant gaan over op de gregoriaanse kalender, zodat het morgen Kerstmis is.
- 21 - Het plakkaat "van de veranderinghe des jaers" wordt in het Brugse Vrije toegepast zodat daar de aanpassing wordt doorgevoerd door 22 december 1582 meteen 1 januari 1583 te maken. Dit gebeurt in heel Vlaanderen en ook in Henegouwen.

zonder datum
- Norbertus van Xanten wordt door paus Gregorius XIII heilig verklaard.
- Akbar de Grote, grootmogol van India stimuleert de nieuwe eclectisch-pantheïstisch religie (Din-i-Ilahi) in zijn land.

## Bouwkunst

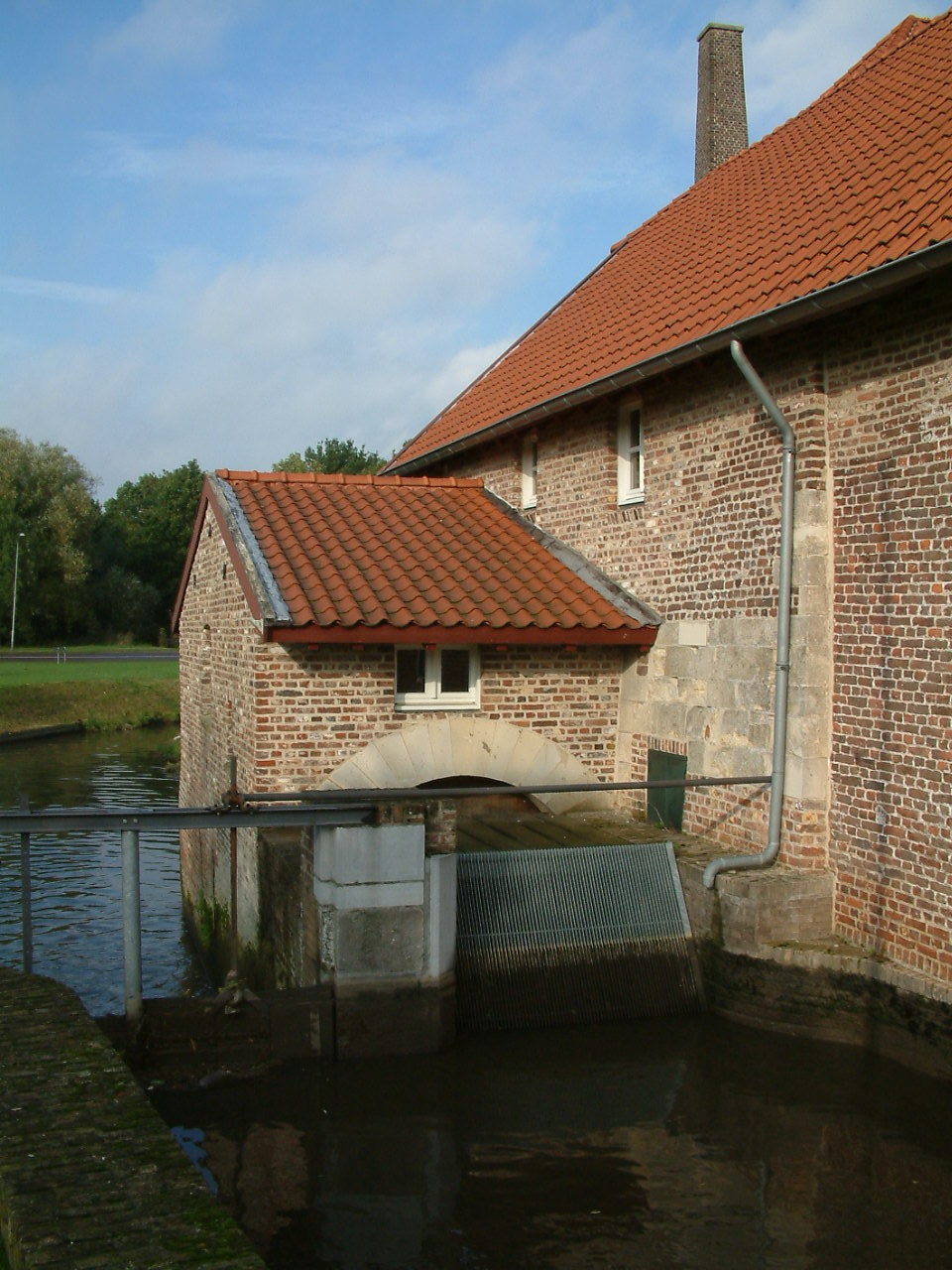
Stadbroekermolen, Sittard (1582)
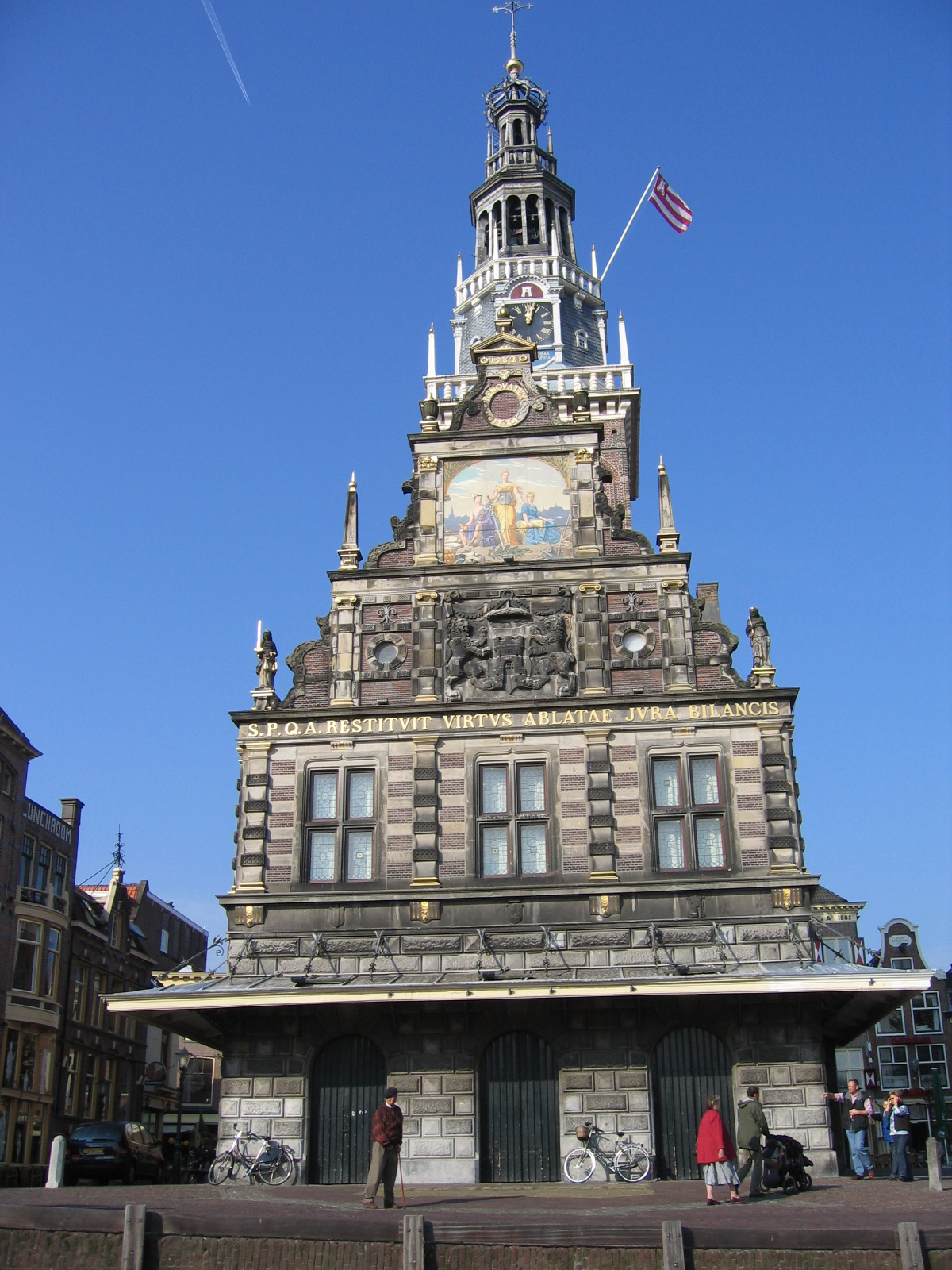
Waag (Alkmaar) (1582)

## Geboren
januari
- 26 - Giovanni Lanfranco, Italiaans kunstschilder (overleden 1647)

oktober
- 31 - Johan Ernst van Nassau-Siegen, Duits graaf en militair (overleden 1617)

datum onbekend
- Gregorio Allegri, Italiaans priester en componist van kerkmuziek uit de barok (overleden 1652)
- Ernst Brinck, Nederlands taalkundige en bibliothecaris; burgemeester van Harderwijk (overleden 1649)

## Overleden
mei
- 5 - Charlotte van Bourbon (35/36), dochter van Lodewijk III, gravin en echtgenote van Willem van Oranje

juni
- 21 - Oda Nobunaga, verenigde Japan en was hoofd van de Oda-clan. Hij wordt verraden door een vazal